# العلاقات الإندونيسية التشيلية
العلاقات الإندونيسية التشيلية هي العلاقات الثنائية التي تجمع بين إندونيسيا وتشيلي.

## مقارنة بين البلدين
هذه مقارنة عامة ومرجعية للدولتين:
| وجه المقارنة                                              | إندونيسيا         | تشيلي                         |
| --------------------------------------------------------- | ----------------- | ----------------------------- |
| المساحة (كم2)                                             | 1.90 مليون        | 756.10 ألف                    |
| عدد السكان (نسمة)                                         | 263.99 مليون      | 17.37 مليون                   |
| الكثافة السكانية (ن./كم²)                                 | 138.94            | 22.97                         |
| العاصمة                                                   | جاكرتا            | سانتياغو                      |
| اللغة الرسمية                                             | اللغة الإندونيسية | اللغة الإسبانية               |
| العملة                                                    | روبية إندونيسية   | بيزو تشيلي، وحدة حساب تشيلية ‏ |
| الناتج المحلي الإجمالي (بليون دولار)                      | 1.02 تريليون      | 277.08 مليار                  |
| الناتج المحلي الإجمالي (تعادل القوة الشرائية) بليون دولار | 2.85 تريليون      | 419.39 مليار                  |
| الناتج المحلي الإجمالي الاسمي للفرد دولار أمريكي          | 3.35 ألف          | 13.42 ألف                     |
| الناتج المحلي الإجمالي للفرد دولار أمريكي                 | 10.52 ألف         | 22.07 ألف                     |
| مؤشر التنمية البشرية                                      | 0.684             | 0.832                         |
| رمز المكالمات الدولي                                      | +62               | +56                           |
| رمز الإنترنت                                              | .id               | .cl                           |
| المنطقة الزمنية                                           |                   | 00، 00، 00، 00                |

## منظمات دولية مشتركة
يشترك البلدان في عضوية مجموعة من المنظمات الدولية، منها:
| علم المنظمة | اسم المنظمة                                      | تاريخ انضمام إندونيسيا | تاريخ انضمام تشيلي |
| ----------- | ------------------------------------------------ | ---------------------- | ------------------ |
|             | مؤسسة التنمية الدولية                            | 20 أغسطس 1968          | 30 ديسمبر 1960     |
|             | يونسكو                                           | 27 مايو 1950           | 7 يوليو 1953       |
|             | وكالة ضمان الاستثمار متعدد الأطراف               | 12 أبريل 1988          | 12 أبريل 1988      |
|             | الأمم المتحدة                                    | 28 سبتمبر 1950         | 24 أكتوبر 1945     |
|             | الفريق المعني برصد الأرض                         | ?                      | ?                  |
|             | الاتحاد البريدي العالمي                          | ?                      | ?                  |
|             | البنك الدولي للإنشاء والتعمير                    | 13 أبريل 1967          | 31 ديسمبر 1945     |
|             | المنظمة الهيدروغرافية الدولية                    | ?                      | ?                  |
|             | الاتحاد الدولي للاتصالات                         | 1949                   | 1908               |
|             | منظمة حظر الأسلحة الكيميائية                     | ?                      | ?                  |
|             | مؤسسة التمويل الدولية                            | 23 أبريل 1968          | 15 أبريل 1957      |
|             | المركز الدولي لتسوية المنازعات الاستشارية        | 28 أكتوبر 1968         | 24 أكتوبر 1991     |
|             | منظمة التجارة العالمية                           | ?                      | ?                  |
|             | منتدى التعاون الاقتصادي لدول آسيا والمحيط الهادئ | 6 نوفمبر 1989          | 11 نوفمبر 1994     |
|             | منظمة الشرطة الجنائية الدولية                    | 5 أكتوبر 1954          | ?                  |

## وصلات خارجية
- موقع وزارة الخارجية الإندونيسية
- موقع وزارة الخارجية التشيلية